# Gingin (Australie-Occidentale)
Cet article concerne la ville d'Australie-Occidentale. Pour la ville du Queensland, voir Gin Gin.
 (avril 2012).
Si vous disposez d'ouvrages ou d'articles de référence ou si vous connaissez des sites web de qualité traitant du thème abordé ici, merci de compléter l'article en donnant les références utiles à sa vérifiabilité et en les liant à la section « Notes et références ».
Gingin est une ville agricole dans la région d'Australie-Occidentale. Cette ville est située à 92 kilomètres au nord de Perth le long de la Brand Highway qui relie Perth à Geraldton. Gingin fait partie du comté homonyme.

## Histoire
Le premier Européen à visiter la région était l'explorateur George Fletcher Moore, il est arrivé en 1836 et a enregistré le nom autochtone Jinjin sur ses cartes, dont le nom de la ville.[réf. nécessaire]
Gingin a été proclamée ville en 1883[réf. nécessaire]. La construction de la ligne télégraphique entre Gingin et de Perth a été achevée en 1886[réf. nécessaire].
En 2003, le projet de construction de l’Australian International Gravitational Observatory (« Centre de découverte de gravité ») est mis en place.

## Économie

### Agriculture
Les ressources agricoles de cette ville proviennent de la culture d'agrumes et de la viticulture.

### Industrie
Une mine à ciel ouvert de monazite, zircon et rutile se trouve à 3,3 km à l'ouest de la ville.

## Transport
- Le chemin de fer est arrivé à Gingin en 1891[réf. nécessaire]. La gare ferroviaire n'est plus utilisée par les voyageurs depuis des années[Depuis quand ?]. Un service de bus relie Gingin à Perth.

- Highway 1 : Route principale australien, elle fait le tour du pays.

## Loisirs
Gingin a sur son territoire un golf, qui se trouve à proximité de la mine. la commune a aussi une piscine, le "gingin Iluka Aquatic Center".
L'observatoire de Gingin (Gravity Discovery center) à environ 20 km de la ville, acces par la Wanneroo Road.

## Faune / Flore
Forte concentration de serpent Tigre aux abords de la ville dans le parc, des panneaux d'informations indiques ce danger. Le dernier mort dans la ville date de 2010, mordu par ce même type de serpent.